# Walter Winchell
Walter Winchell (7. dubna 1897 New York – 20. února 1972 Los Angeles) byl americký bulvární novinář a rozhlasový komentátor. Měl široký okruh kontaktů, který mu zajišťoval drby o slavných osobách. Vytvořil pozoruhodný bulvární systém „když mi dodáš informaci o druhém, nezveřejním tu o tobě“. Měl obrovský vliv na americké veřejné mínění. Ve 30. letech tvrdě kritizoval politiku appeasementu, v 50. letech vytvořil jakousi koalici se senátorem McCarthym, jehož se stal „mediálním kladivem“. Očernil pověst řady slavných osobností, nejvíce asi Charlese Lindbergha a Josephine Bakerové. Byl typickou „rozhlasovou hvězdou“, která se nesžila s televizní obrazovkou a po nástupu televize jako hlavního zábavného prostředku Američanů jeho sláva rychle vyhasla.

## Život
Narodil se v rodině židovských přistěhovalců z Ruska. Již v šesté třídě, v třinácti letech, opustil školu a začal hrát ve vaudevilu Guse Edwardse zvaného Newsboys Sextet.
Novinářskou kariéru začal tím, že posílal do novin krátké zprávy o své herecké skupině. V roce 1920 začal psát regulérně pro Vaudeville News a pak v roce 1924 nastoupil do Evening Graphic, kde získal vlastní sloupek zvaný Mainly About Mainstreeters. V roce 1929 ho přetáhl New York Daily Mirror, kde se stal autorem typicky amerického žánru, tzv. sloupku klípků (gossip column). Jeho sloupek nesl název On-Broadway. Jako první sloupek tohoto typu vůbec byl tzv. syndikován, takže mohl být za poplatek přetiskován i jinde. Nakonec vycházel ve více než 2 000 novinách po celém světě a v době Winchellovy největší slávy ho četlo 50 milionů lidí. Ne všechny své texty ale psal Winchell sám. Jak odhalil New York Post v roce 1952, od roku 1936 si Winchell najímal k psaní Hermana Klurfelda. Ten také později napsal Winchellův životopis Walter Winchell: His Life and Times, který se v roce 1998 stal základem pro scénář životopisného filmu Winchell.
Svůj rozhlasový debut prožil v roce 1930 na stanici WABC v New Yorku, což byla pobočka CBS. Patnáctiminutový pořad Saks on Broadway měl úspěch. Přešel s ním do NBC Blue (pozdější ABC Radio). V té době se začalo hovořit o jeho spolupráci s podsvětím, byl důvěrníkem Owney Maddena, krále obchodu s alkoholem v éře prohibice. Kontakty přerušil prý ze strachu, aby nebyl podsvětím zlikvidován, protože už ví příliš mnoho. Jeho zprávy o únosu Charlese Lindbergha mu zajistily celonárodní pozornost. Jeho pořad měl poslouchanost 20 milionů lidí. V roce 1948 se stal nejposlouchanějším v celé Americe, když předčil pořady Freda Allena a Jacka Bennyho. Jeho typickým nástrojem bylo urážlivé komolení jmen svých oponentů, například rozhlasového moderátora Barry Graye překřtil na "Barry Pink" (gray znamená v angličtině šedivý, pink růžový), aby poukázal na jeho homosexualitu. Jeho novotvary se stávaly často součástí dobové angličtiny. Zpopularizoval například pojem scram (upláchnutí), který možná převzal z podsvětí, pushover (milovník blondýnek), keptive (milenka) aj. Byl proslulý rovněž svým rychlým slovním projevem (až 197 slov za minutu).
Ve 30. letech patřil k prvním americkým novinářům, kteří bez okolků útočili na Hitlera, nacismus a také pronacistické americké organizace, jako byl German-American Bund. Byl velkým příznivcem prezidenta Franklina D. Roosevelta a jeho plánu New Deal v době Velké hospodářské krize. Často se vyslovoval ve prospěch intervencionismu, když Amerika diskutovala, zda se míchat do války, pokud v Evropě vypukne. Odsuzoval americké izolacionisty, v jejichž čele stál Charles Lindbergh, kterého on nazval pštrosem strkajícím hlavu do písku. Během třicátých a čtyřicátých let byl Winchell také otevřeným zastáncem občanských práv Afroameričanů a často útočil na Ku Klux Klan a další rasistické skupiny. Kvůli tomu všemu byl dosti neoblíben u konzervativní pravice a byl vnímán spíše jako levičák.
O to více překvapilo, když po druhé světové válce prohlásil komunismus za největší hrozbu pro Ameriku i svět a stal se spojencem senátora Josepha McCarthy v jeho tažení proti zakukleným komunistům v zábavním průmyslu. Nejpozoruhodnějším byl případ tanečnice Josephine Bakerové. Ta vedla spor s hudebním klubem Stork Club kvůli tomu, že se snaží neformálními technikami odradit černošské publikum od návštěvy a v jisté chvíli si posteskla, proč se jí nezastane vlivný Winchell, dávný spojenec v boji za práva černochů. Tehdy se ukázala Winchellova ješitnost a pomstychtivost, neboť na Bakerovou tvrdě zaútočil a obvinil ji ze spojení s komunisty (to nebylo ovšem zcela neoprávněné). Následný skandál měl za následek ukončení pracovního víza Bakerové a její nucený návrat do Francie. Trvalo skoro deset let, než jí američtí úředníci dovolili znovu přijet do země.
Sázka na mccarthismus mu ale nakonec zhatila kariéru. Když se veřejnost obrátila proti mccarthismu, prudce poklesla i Winchellova popularita. Jeho rozhlasový pořad byl zrušen v roce 1955. Snažil se pak uchytit v televizi, v letech 1959–1963 například byl vypravěčem (hlasem pod obrazem) krimi seriálu The Untouchables. Na výsluní se pokusil vrátit v roce 1960, kdy podepsal smlouvu s televizí NBC a vyslal na obrazovky vlastní pořad The Walter Winchell Show. Zrušen byl však za pouhých třináct týdnů vysílání, což bylo pro Winchella obzvláště hořké zklamání s ohledem na úspěch velmi podobného konkurenčního pořadu The Ed Sullivan Show, který připravoval jeho dlouholetý rival Ed Sullivan. Brzy se stal snadným terčem posměchu, zejména od komika Jack Paara. Poté, co v roce 1963 zanikl New York Daily Mirror, ztratil Winchell svou poslední významnou veřejnou tribunu. Psal pak pro lokální tisk (Miami Herald). O Vánocích roku 1968 spáchal jeho syn sebevraždu. Zdrcený Winchell vzápětí ohlásil odchod do důchodu. Za tři roky zemřel. Na pohřeb prý přišla jen jeho dcera.